# Минзелинское (озеро)
Минзелинское — озеро в России, находится в северо-восточной части Колыванского района Новосибирской области. Длина озера — 12 км, наибольшая ширина — 2,25 км, площадь водного зеркала 12,6 км². Водосборная площадь озера 31,9 км². Местное название озера — Мунда и Отмундыш (две части).
Озеро расположено в 3-х км на северо-запад от деревни Чёрный Мыс, на левом берегу реки Обь. Имеет вытянутую в северо-восточном направлении форму. Вплотную прилегает к одноимённому болоту-ООПТ.
Дно озера представлено мощными отложениями сапропеля до 10 м. Вода и ил озера обладают целебными свойствами, в частности ранозаживляющими.

## Флора и фауна
В результате рубок преимущественно старых больших деревьев в лесу давно уже практически отсутствуют дупла, пригодные для гнездования птиц крупнее дятла. Объект расположен среди кедровых, сосновых, осиновых, берёзовых лесов и обширных болот. Само озеро окружено лесом первой категории из высокоствольных елей и кедров.

## Гидрология
В поперечном направлении преимущественные глубины — 0,35-0,65 м, а наибольшие (2,0-3,5 м) отмечаются в северо-восточной части озера (Тарагатская ямка). Питание озера осуществляется за счёт весенних паводков и атмосферных осадков. Притоков озеро не имеет, но из него вытекает река Крутишка, которая впадает в Обь. Топографические условия озера Минзелинского позволяют поднять в нём уровень выше существующего на 0,35-0,4 м.

## Климат
Район расположения озера относится к умеренно прохладному и умеренно увлажнённому с годовым количеством осадков около 400 мм. Период со снежным покровом продолжается 160—165 дней. Лето относительно тёплое. Период с температурой выше 10 °C составляет в среднем 120 дней. Сумма положительных температур за этот период может достигать 1600—1800 °C. Период с температурой воздуха свыше 15 °C достигает 75 дней.